# Charles Racquet
Charles Racquet (* um 1598 in Paris; † 1. Januar 1664 ebenda) war ein französischer Organist und Komponist.

## Leben
Charles Racquet erhielt seine Ausbildung bei seinem Vater Balthasar Racquet (um 1575 bis 1630). Er wirkte zeit seines Lebens in seiner Heimatstadt Paris und hatte dort von 1618 bis 1656 die Organistenstelle an der Kathedrale Notre-Dame de Paris inne. Racquets Bekanntschaft mit Marin Mersenne verdanken wir die meisten erhaltenen Beispiele aus seinem Werk, die dieser in n seinem Traktat, der Harmonie Universelle übernahm, dazu gehören seine Douze Versets de Psaume en Duo. In neueren Ausgaben ist eine Fantaisie enthalten, die Racquet als Antwort auf Mersennes Wunsch nach etwas, das zeigen würde, was an der Orgel gemacht werden kann. Ab Mitte der 1640er Jahre wurde sein Sohn Jean Racquet (1633–1689)  Assistent des Vaters. Charles Racquet war ebenfalls Organist der Königinmutter Anne d’Autriche.
Racquet galt als ausgezeichneter Organist und Komponist. Er schuf wahrscheinlich eine große Zahl an Werken für sein Instrument, von denen zwölf Psalmenverse und eine Fantasie erhalten sind, die einen niederländischen Einfluss und Parallelen zu Jan Pieterszoon Sweelinck aufweisen.